# Jan Van Imschoot
Jan Van Imschoot (Gent, 1963) is een Vlaams-Belgisch hedendaags kunstschilder met werken in diverse internationale museacollecties.
Hij wordt vertegenwoordigd door belangrijke galerijen in onder andere Brussel, Zwitserland en Londen.
Hij is ook laureaat van diverse prijzen in hedendaagse schilderkunst. Hij was onder andere student aan het Stedelijk Secundair Kunstinstituut Gent en aan het KASK. Hij heeft in belangrijke mate bijgedragen tot de late ontdekking van de vandaag erg populaire Vlaamse kunstschilder Michaël Borremans.